# 1559 w polityce

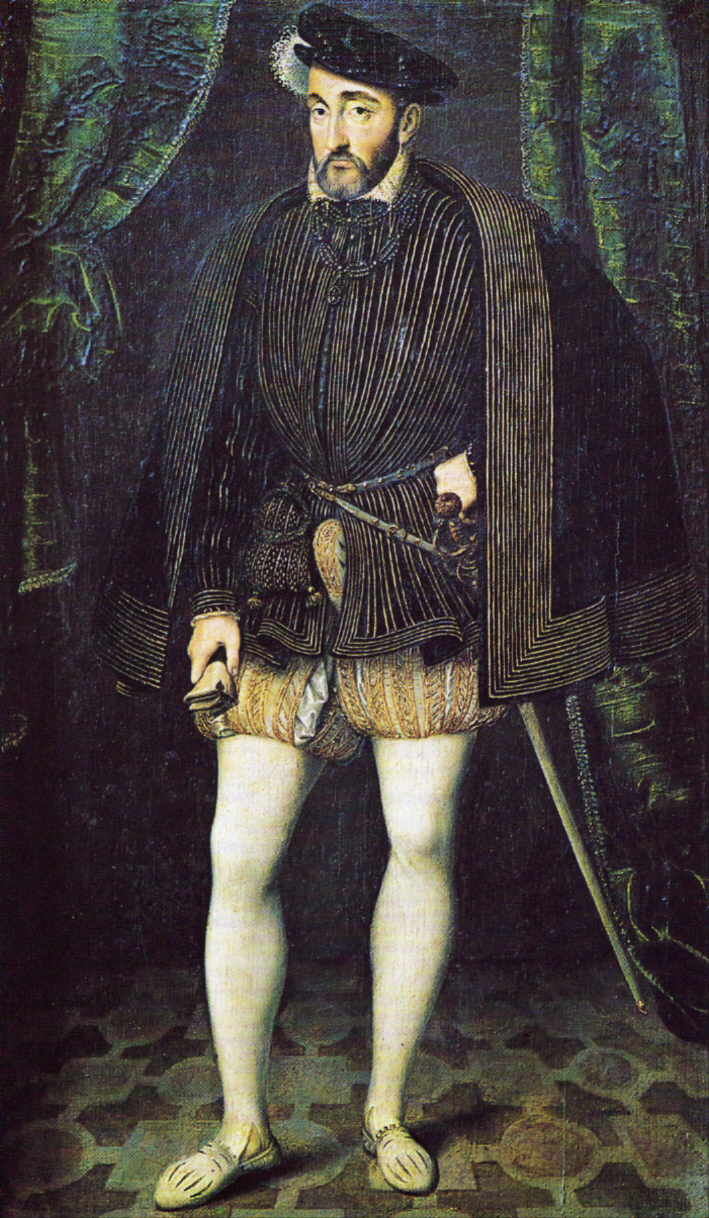
Henryk II Walezjusz

Wydarzenia polityczne w 1559 roku.

## Zmarli
- 10 lipca Henryk II Walezjusz, król Francji[1].